# Keydren Clark
Keydren Clark, (nacido el 8 de octubre de 1984 en Tuscaloosa, Alabama) es un jugador de baloncesto estadounidense. Con 1.75 de estatura, su puesto natural en la cancha es el de base.

## Trayectoria
- Egaleo BC (2006-2007)
- Victoria Libertas Pesaro (2007-2008)
- Aris Salónica BC (2008-2010)
- Reyer Venezia (2010-2013)
- Pallacanestro Varese (2013-2014)
- JSF Nanterre (2014)
- SLUC Nancy Basket (2015-2016)
- Acıbadem Üniversitesi Spor Kulübü (2016- )